# 駆け込み需要
駆け込み需要（かけこみじゅよう）とは、値上げや販売開始直前、販売終了といった消費者にとって好ましくない事態の発生を理由に、その事態になる直前に商品の需要が増加する現象をさす。この事から先食い需要（さきぐいじゅよう）とも呼ばれる。

## 値上げによるもの
消費者は、特定商品の値上げ・増税や消費者にとって不利益となる制度の施行、購入特典の改悪・打ち切りなどが発表・決定されると、それらの前に商品を買い込む傾向が見受けられるが、これが「駆け込み需要」にあたる。
値上げが原因となる例には、消費税施行（1989年）や増税（1997年・2014年・2019年）、ガソリン税の暫定税率復活（2008年）、たばこ税増税及びそれに伴うタバコ製品の大幅値上げ（2010年）、軽自動車税（特に軽乗用車）の増税（2015年）、コロナ禍による半導体不足や長期的な円安ドル高による原材料の高騰（2020年以降）、2022年ロシアのウクライナ侵攻などがあり、直前に駆け込み需要が起こった。
消費者にとって不利益となる制度の施行（消費者にとって利益となる制度の縮小や終了も含む）が原因となる例には、家電リサイクル法施行（2001年）、エコカー補助金終了（2010年）やデジタルテレビ等のエコポイント基準改訂があり、これらの商品では影響をうけて、直前に駆け込み需要がおきている。

## 販売開始前の事前予約・販売終了によるもの
特定商品販売の販売開始前の事前予約の場合、および特定商品販売の終了・禁止・停止・休止等が決定した場合も、それぞれ購入できなくなる前にと購入が殺到する傾向にあるが、これも「駆け込み需要」と呼ばれる。
例としては、2003年9月30日で終了したファミリーコンピュータ ディスクシステムの書き換えサービス（終了直前には書き換え希望が殺到した）、2012年2月末に自社開発・生産を完全終了した6代目スバル・サンバー（自社開発・生産の終了に伴い、赤帽オーナードライバーが、車両の代替時期を早めるという事態まで起こっている）、2016年3月末に開発・生産を完全終了した三菱・ランサーエボリューションX「ランサーエボリューション ファイナルエディション」（同車の生産終了、および同社の国内市場、およびごく一部の新興国を除く国外市場における4ドアセダンの自社開発・生産の完全撤退に伴い、スポーツセダン愛好家の予約注文が殺到した）、2025年4月発売開始のスズキ・ジムニーノマド（インドで現地生産される既存のジムニー5ドアモデルの日本仕様車であり、販売開始前の事前予約数がスズキの予想を大幅に上回る駆け込み需要が発生した）、パイオニア（ホームAV機器事業部、現・プレミアムオーディオカンパニーテクノロジーセンター）のレーザーディスクプレーヤー（2009年のDVL-919の生産終了時はパイオニアの予想を大幅に上回る駆け込み需要が発生した）やソニーのミニディスク（2011年のMZ-RH1生産終了時や2013年のCMT-M35WM生産終了時は、いずれもソニーの予想を大幅に上回る駆け込み需要が発生した）、羽衣文具のチョーク（2015年に自主廃業による会社消滅により、数学者から1トンの買い溜めが発生した）、電響社の音楽録音専用コンパクトカセットテープ「マクセル UD-60A」（2025年5月26日数量限定発売。発売前から電響社が運営するマクセル公式オンラインショップでの販売予約が殺到し、3日以内で完売となったことで電響社の予想を大幅に上回る駆け込み需要が発生した）、吉野家の牛丼（2003年12月に発生した米国のBSE問題により、2004年2月11日から2008年3月19日までの約4年1か月間にわたり牛丼の販売を休止・制限したため、販売休止前日となった2004年2月10日には各地で最後の一杯を求めて長い行列ができた）などが挙げられる。
また、日本の音楽グループ・CHAGE and ASKAのメンバーであるASKAが覚醒剤取締法違反で逮捕された際にCHAGE and ASKA及びASKA名義の作品（CD・音楽配信）の発売停止が発表された。この際に駆け込み需要が発生し、音楽ランキングに作品がいきなり急上昇するなどが起きた。
販売終了だけではなく、アフターサービスの終了に関する事例も存在する。2011年に発売されたゲーム機「ニンテンドー3DS」および2012年発売の「ニンテンドー3DS LL」の製品修理を2021年3月末日で打ち切ると任天堂が発表した際には、予想を上回る修理依頼が寄せられ3月8日で部品不足を理由に終了する事態となった。また同社が前年（2020年）に2006年に発売されたWiiの製品修理を同年3月末日で打ち切ると発表した際にも、予想を上回る修理依頼が寄せられ2月6日で部品不足を理由に終了する事態が起きている。

## 新規購入・買い替えの必要によるもの
特定商品の新規購入、または買い替えが必要となる事態が発生した場合、その商品への需要が殺到して駆け込み需要が起きる場合がある。
例としては、2011年7月24日にあったアナログ放送、BSアナログ放送の終了で、終了直前に電気店にテレビ受像機の購入が殺到した例がある（岩手県・宮城県・福島県の地上アナログ放送終了は2012年3月31日）。中には、その他の事情により完全移行に間に合わなかったケースも少なくない。
この他、商品やソフトウェアなどに対するアフターサービス・サポートがそれぞれ打ち切りとなる場合にも生ずることがある。その中でも2014年4月9日(日本時間)のWindows XPの延長サポートの終了に伴い、パーソナルコンピュータ(パソコン)の買い替え需要が高まった。こちらも中には、その他の事情により完全移行に間に合わなかったケースも少なくない。

## 品薄によるもの
また、生産・流通サイドのトラブルや特定的なブームを発端とする需要過多で供給が追いつかないなど品薄になりやすい状況や、原料不足などに伴う生産・販売停止などが発生した場合も駆け込み（先食い）需要が発生する。場合によっては報道などによってこの状況が飛び火し、その問題が発生していない地域でも二次災害的にこの現象が発生することもある。また、この場合買い占めに発展しやすいため、店舗側が購入数量制限を設けることがある。この例としては東日本大震災直後のガソリンパニックがあり、各地のドライバーがスタンドに殺到したほか給油量制限も設けられた。また、ロシアのウクライナ侵攻後、プーチン大統領が戦力補強のため「部分的な動員令」を発動したのに対し、国外脱出のため多くの人がトルコ・イスタンブール行きなどビザなしで入国可能な国への航空券をこぞって購入し、価格が高騰することもあった。

## 駆け込み需要の効果
「駆け込み需要は本来は将来発生するべき需要を先食いしたものに過ぎないため長期的には相殺されてしまう。」と言われることがあるが、平均的には完全に相殺されない事例が多く観察されており、行動ファイナンスの分野で研究されている（変更に過剰反応する効果、変更を忘れる効果）。特定の商品のキャンペーンなどはこの追加的な効果を狙っている。一方、増税のように明確に消費者の購買力を低下させるケースでは、長期的・平均的には需要を減少させると考えられている。